# جان هاگ
جان هِیگی (به انگلیسی: John Charles Hagee) بنیان‌گذار کلیسای کورن‌استون در شهر سن‌آنتونیو ایالات متحده آمریکا است که این کلیسا ۱۹٫۰۰۰ عضو فعال در آمریکا دارد. او همچنین مدیر عامل اجرایی شبکهٔ تلویزیونی انجیلی‌ها، GETV و برخی بنیادهای دیگر است. وی منسوب به لابی صهیونیست‌ها در آمریکاست و کتاب اورشلیم؛ شمارش معکوس نگاشتهٔ اوست.